# Pararuellia sumatrensis
Pararuellia sumatrensis är en akantusväxtart som först beskrevs av C. B. Cl., och fick sitt nu gällande namn av Cornelis Eliza Bertus Bremekamp och Nannenga-bremek.. Pararuellia sumatrensis ingår i släktet Pararuellia och familjen akantusväxter. Inga underarter finns listade i Catalogue of Life.